# Karel Tichý (fotbalista)
Karel Tichý (8. ledna 1907 – 24. července 1973) byl český fotbalový brankář.

## Fotbalová kariéra
Hrál za SK Kladno. V československé lize odehrál 189 utkání a vstřelil 1 gól z pokutového kopu (25.08.1935). Ve Středoevropském poháru nastoupil v 8 utkáních.

## Galerie

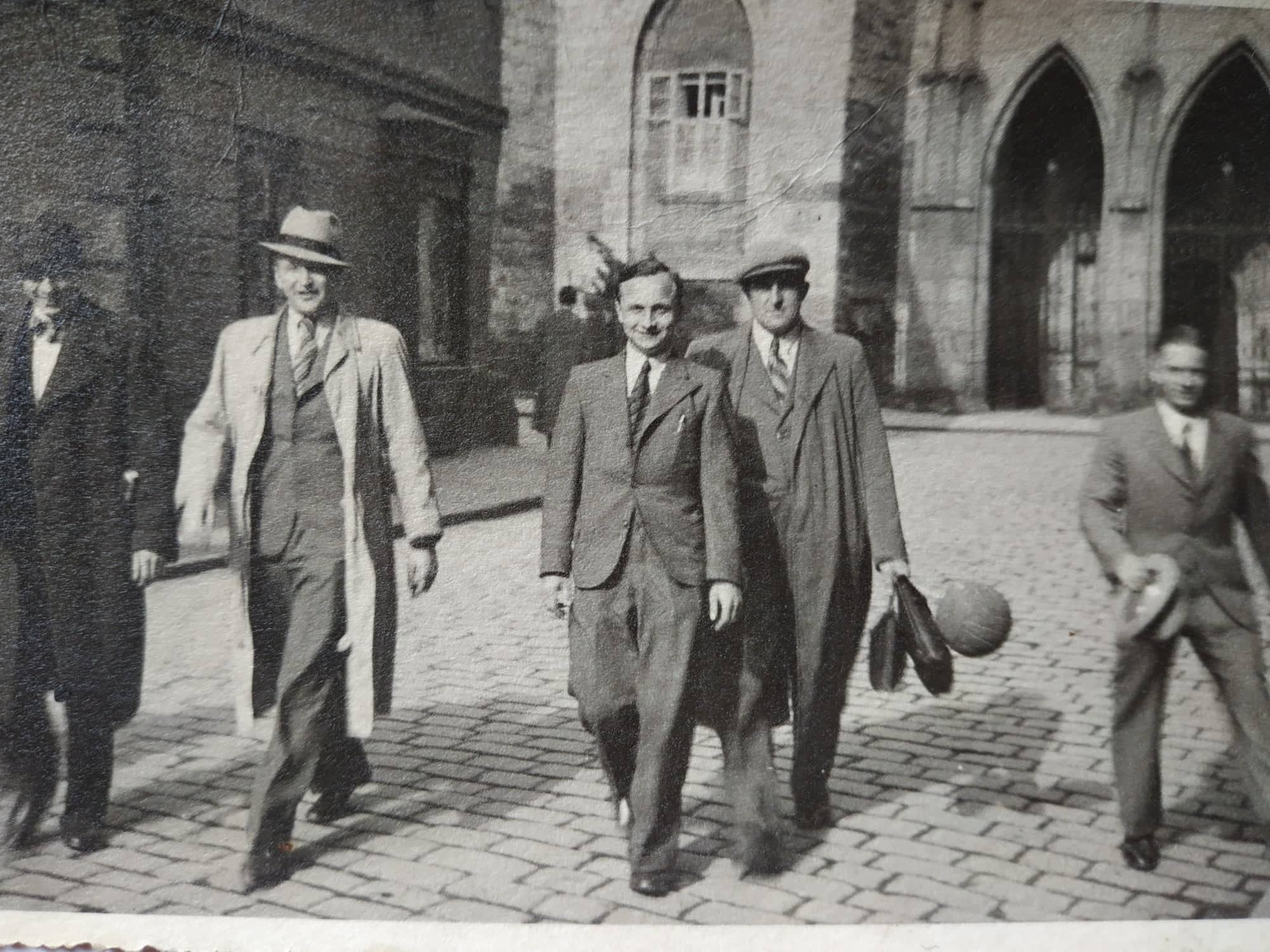
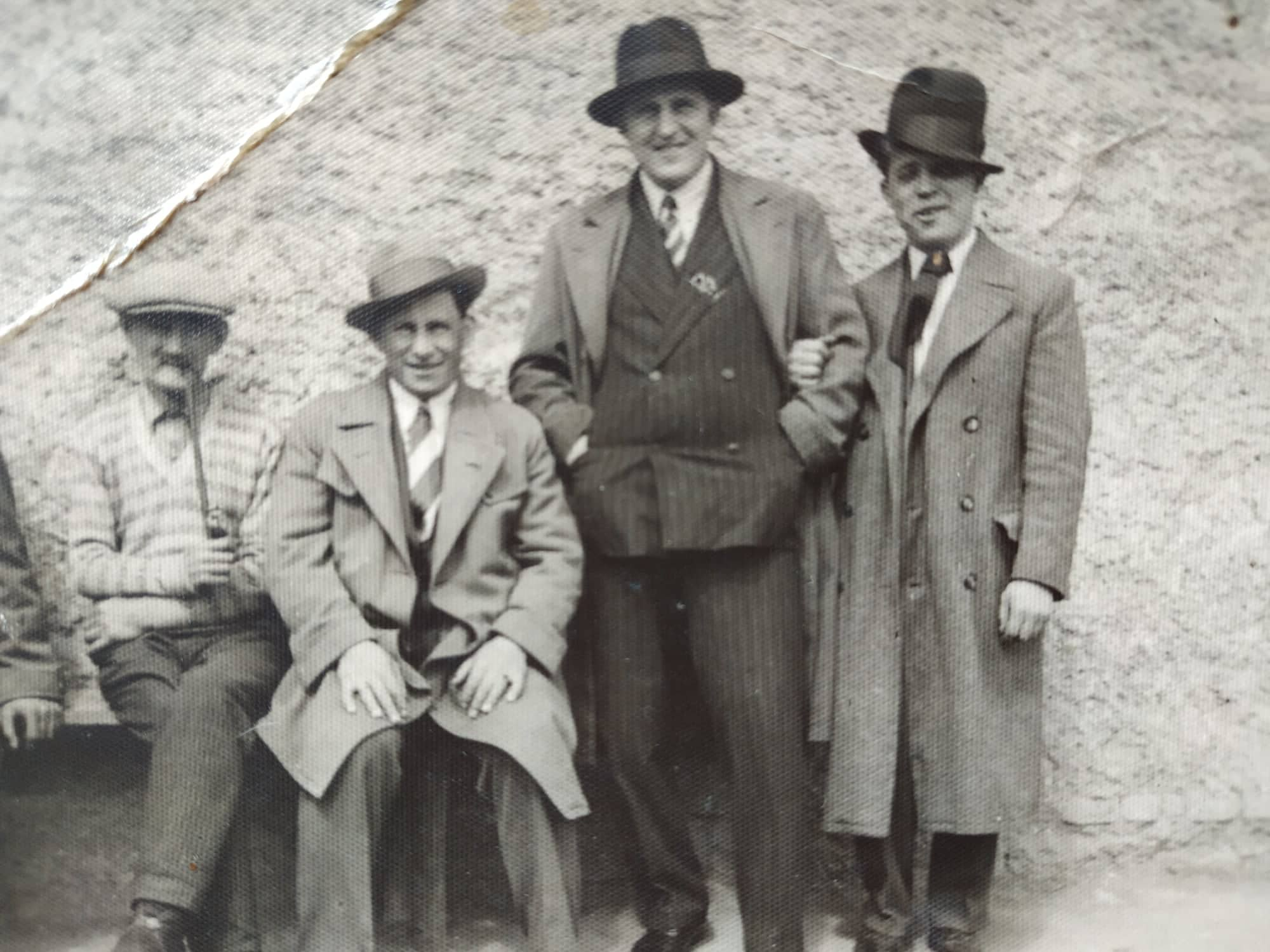
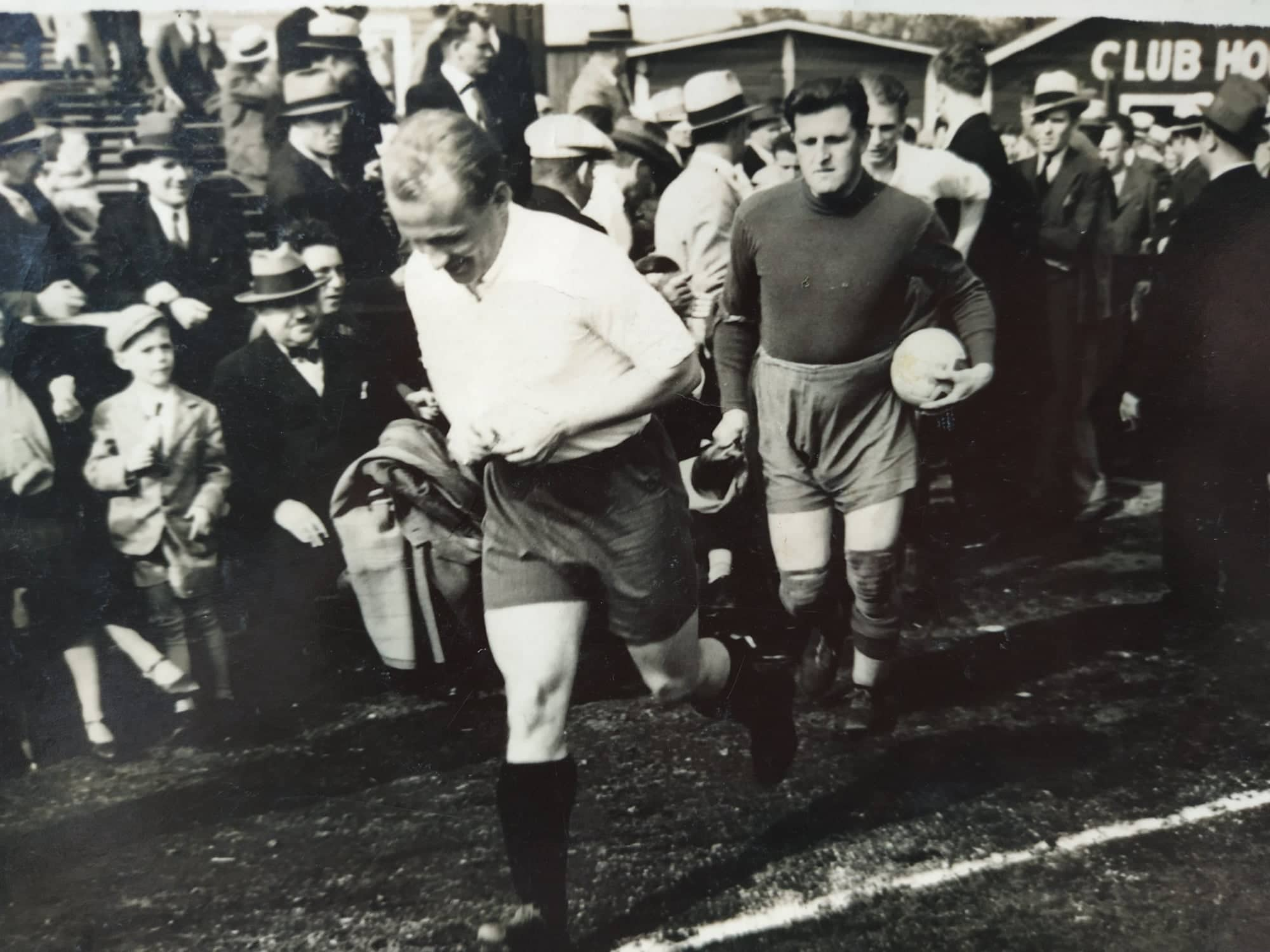
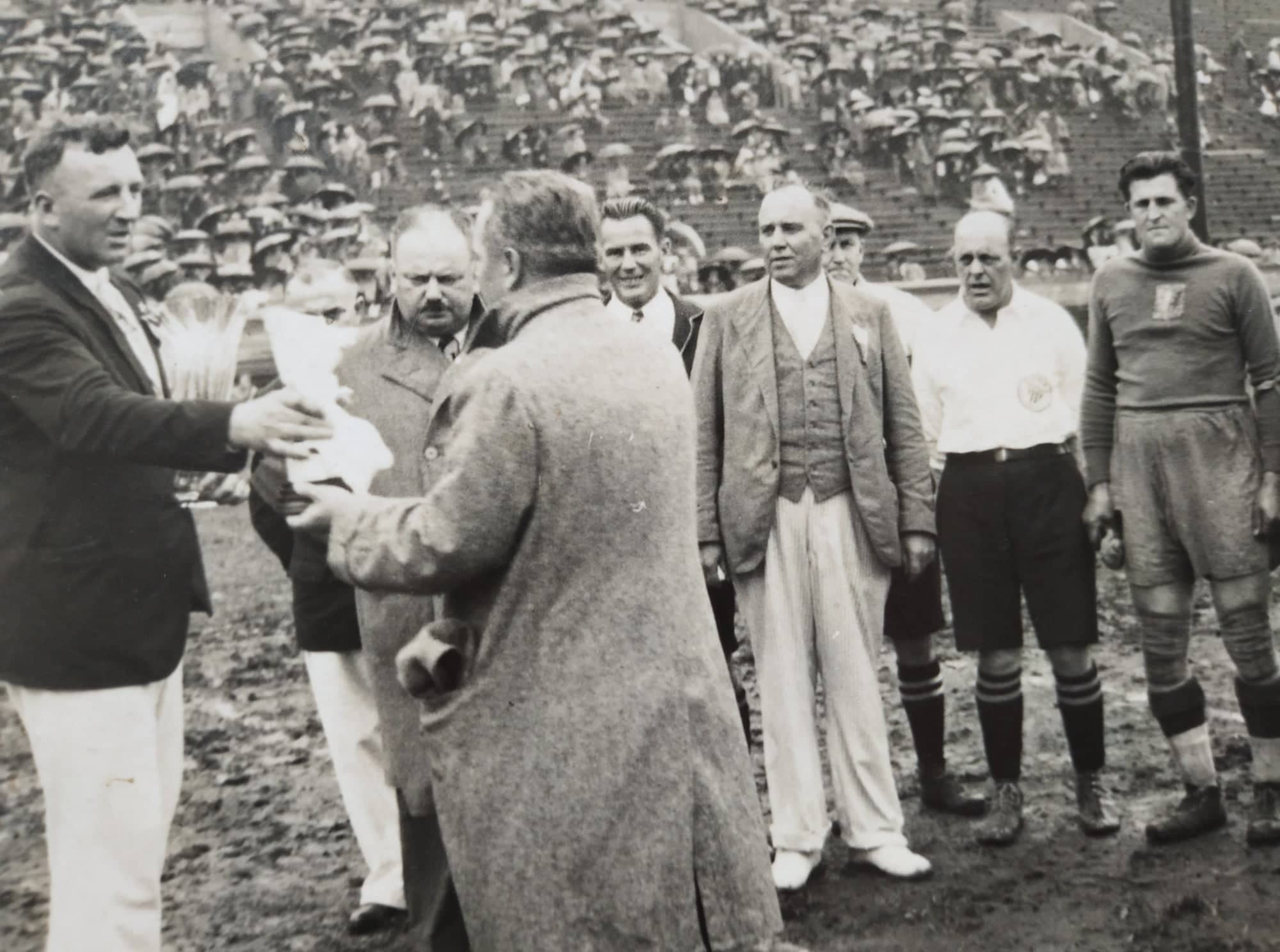
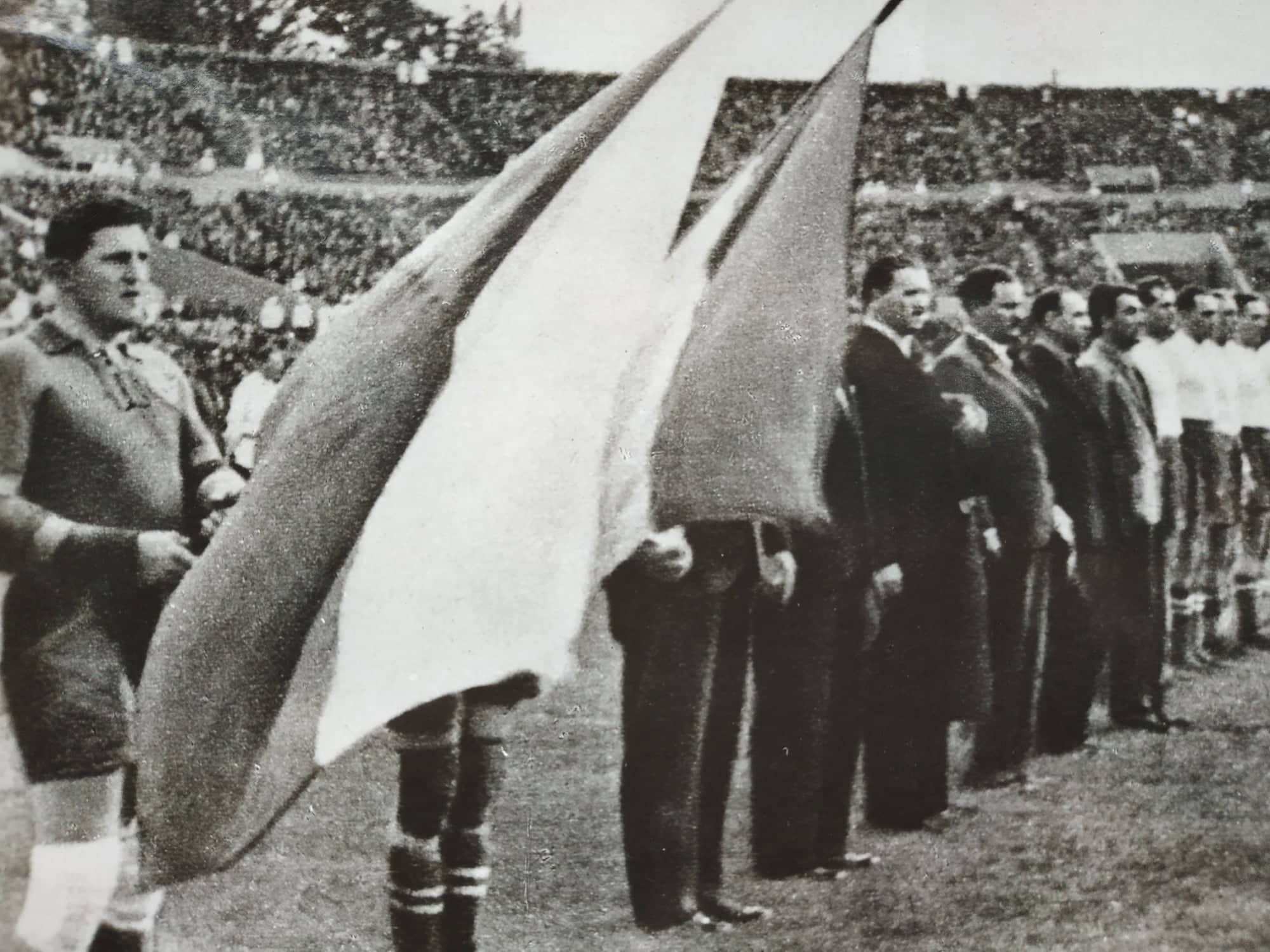
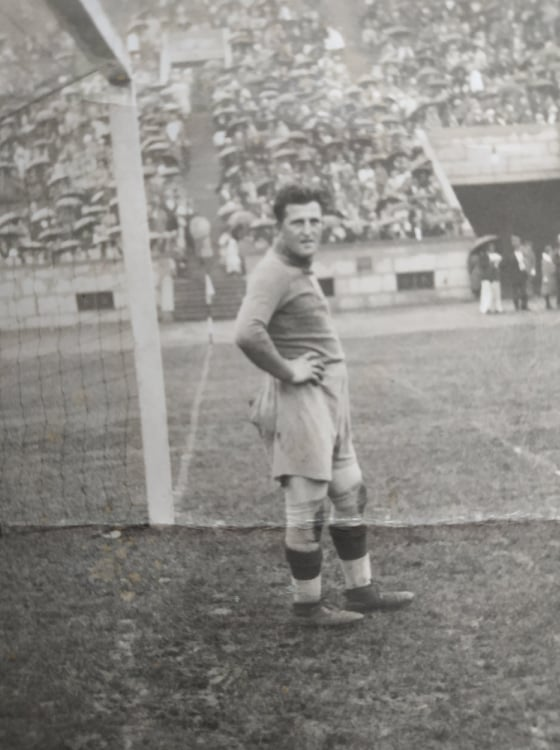
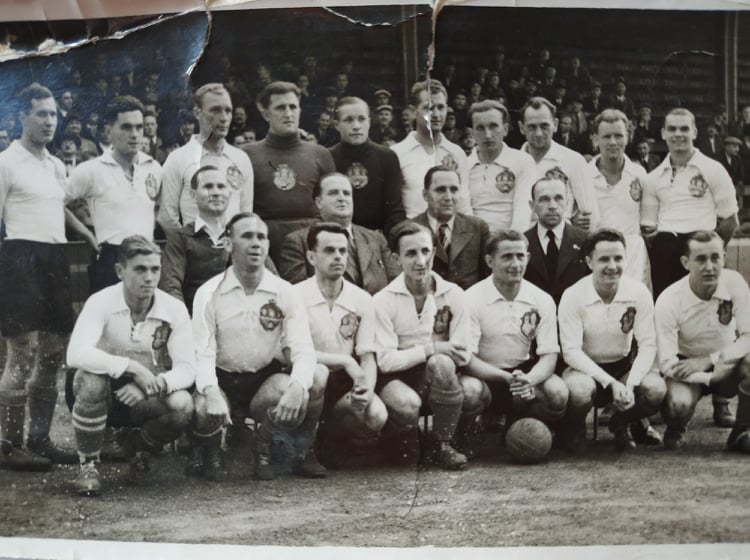
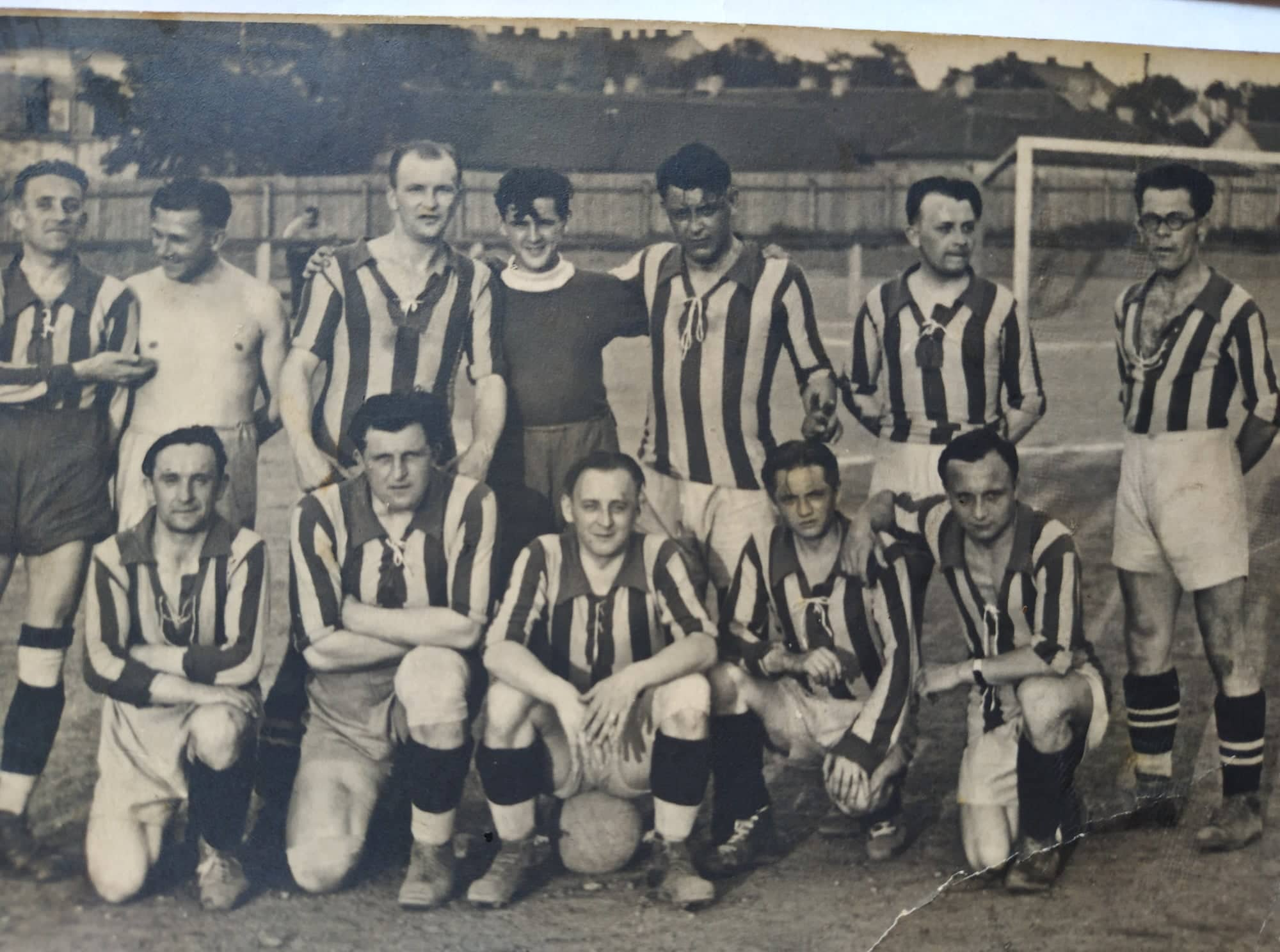
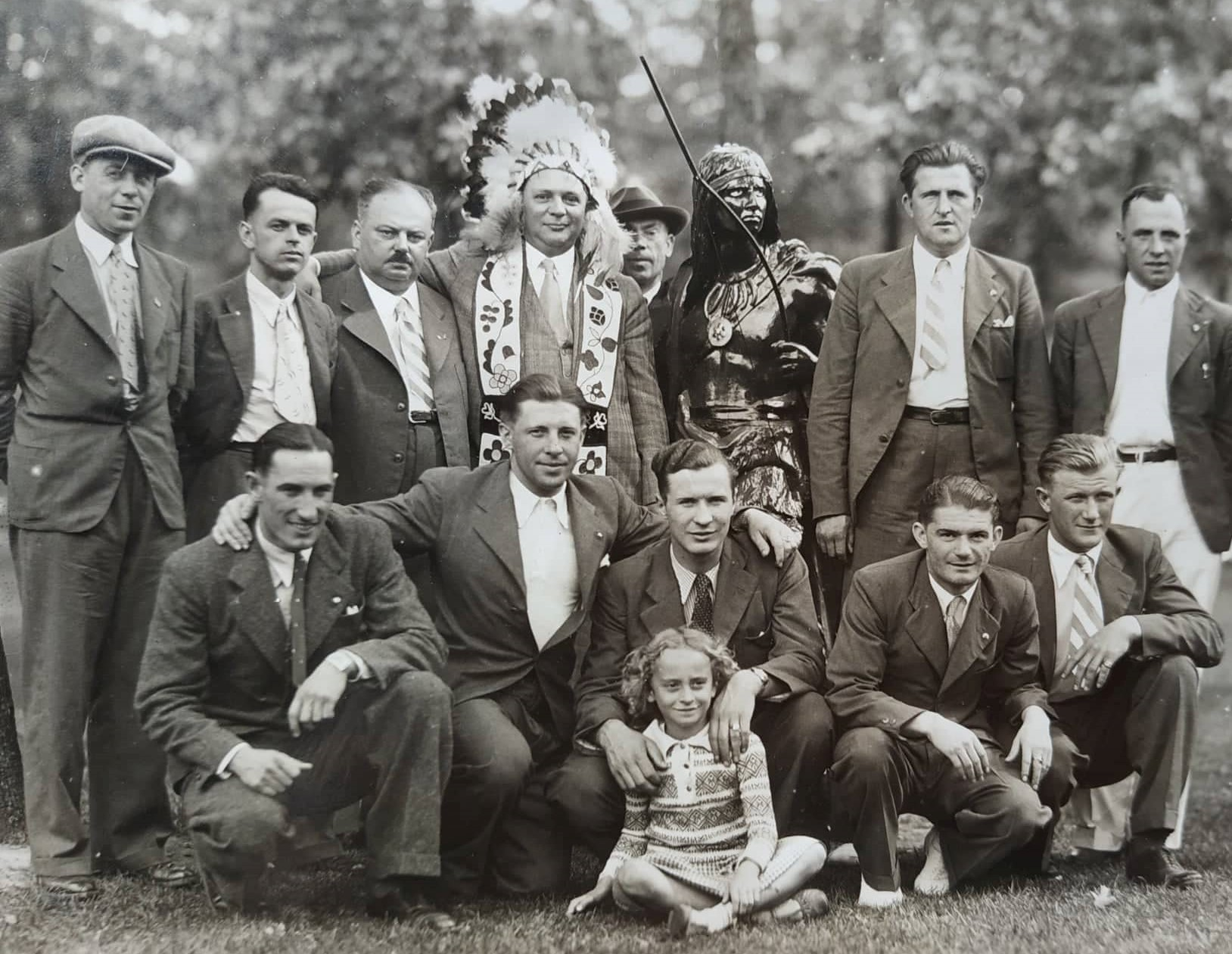

## Ligová bilance
| Ročník                                       | Zápasy | Góly | Klub      |
| -------------------------------------------- | ------ | ---- | --------- |
| Kvalifikační soutěž Středočeské 1. ligy 1927 | -      | 0    | SK Kladno |
| Středočeská 1. liga 1927/28                  | -      | 0    | SK Kladno |
| Středočeská 1. liga 1928/29                  | -      | 0    | SK Kladno |
| 1. asociační liga 1929/30                    | -      | 0    | SK Kladno |
| 1. asociační liga 1930/31                    | 3      | 0    | SK Kladno |
| 1. asociační liga 1931/32                    | -      | 0    | SK Kladno |
| 1. asociační liga 1932/33                    | -      | 0    | SK Kladno |
| 1. asociační liga 1933/34                    | -      | 0    | SK Kladno |
| Státní liga 1934/35                          | -      | 0    | SK Kladno |
| Státní liga 1935/36                          | -      | 1    | SK Kladno |
| Státní liga 1936/37                          | 22     | 0    | SK Kladno |
| Státní liga 1937/38                          | 22     | 0    | SK Kladno |
| Státní liga 1938/39                          | 10     | 0    | SK Kladno |
| Národní liga 1939/40                         | -      | 0    | SK Kladno |
| CELKEM 1. liga                               | 189    | 1    |           |